# Casuàrids
Els casuàrids (Casuariidae) són una família de grans ocells no voladors, nativa dels boscos tropicals de Nova Guinea, illes properes i nord-est d'Austràlia. Totes les espècies vivents pertanyen al gènere Casuarius.
El casuari comú (C. casuarius) és el tercer ocell més alt, només superat per l'estruç i l'emú, i el segon en pes, després de l'estruç.

## Morfologia

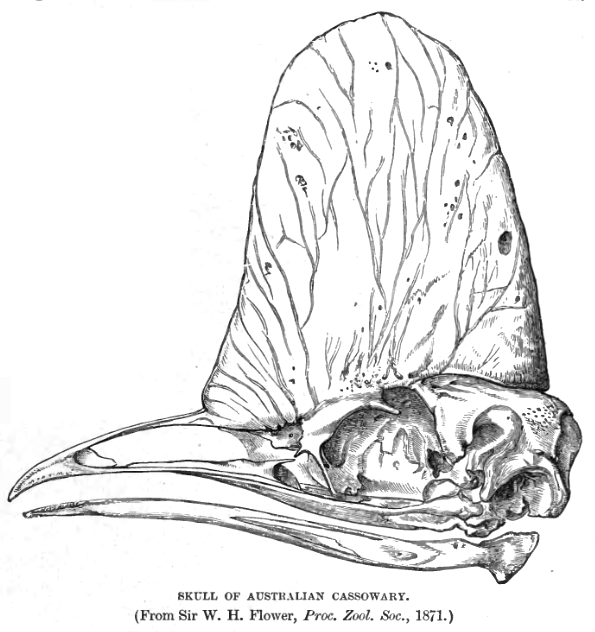
Il·lustració de crani de Casuari

- Les femelles són majors i amb colors més brillants que els mascles. L'adult de casuari comú fa 1,5 – 1,8 metres d'altura, arribant algunes femelles als dos metres. El pes és d'uns 58,5 quilograms. El menor dels tres, el casuari de Bennett, fa aproximadament 1,1 metre d'alçada.
- Tenen un plomatge llis, de color bru o negre. Els raquis de les plomes de l'ala són estructures semblants a pues utilitzades en la defensa.
- Potes fortes amb tres dits, l'intern amb una llarga ungla.
- Totes les espècies estan ornades amb un casc ossi sobre el cap, que és més alt en la femella.
- Coll llarg, amb pell nua, vivament acolorida de blau o vermell, del qual pengen unes carúncules.
- Els joves són ratllats de blanc i marró o negre, canviant a un plomatge uniformement marró a l'any.

## Hàbitat i distribució
Viuen a la selva de Nova Guinea i algunes illes properes, i també a Queensland, al nord-est d'Austràlia. El casuari de Bennett viu a més altura que les altres espècies.

## Alimentació
Mengen bàsicament fruites que prenen del terra, però també brots, alguns fongs, insectes i altres invertebrats.

## Reproducció
Són ocells solitaris que només viuen en parella en l'època de reproducció. El mascle cova durant 49 – 56 dies els 3 – 8 ous que la femella pon en un niu damunt del terra de la selva. Després tindrà cura dels pollets durant un any.

## Taxonomia
Els casuàrids (Casuariidae) són una de les dues famílies de l'ordre dels casuariformes (Casuariiformes), dins la subclasse dels paleògnats (Paleognathae). Segons la classificació del Congrés Ornitològic Internacional (versió 2.7, 2011) està format per un únic gènere amb tres espècies:
- Casuarius casuarius – Casuari comú.
- Casuarius bennetti – Casuari de Bennett.
- Casuarius unappendiculatus – Casuari unicarunculat.

A més hi ha una espècie coneguda per restes fòssils:
- Casuarius lydekki Extint[5]

## Els casuaris i els humans
Les diferents espècies són mantingudes en captiveri pels pobles de Nova Guinea per tal d'aprofitar-ne les plomes i carn. Les poblacions de casuaris comuns de l'illa de Ceram i la de casuari de Bennett a Nova Bretanya potser van ser originades per individus fugits del captiveri, després de ser portats des de Nova Guinea.